# Курт Тухолски
Курт Тухолски (на немски: Kurt Tucholsky) е германски поет, белетрист и публицист.

## Биография
Роден е в Берлин. Израства в дома на заможен директор на търговско дружество и получава възпитание в еврейска среда.
Следва юридически науки в Берлин, Женева и Йена и става доктор по право. В Берлин Тухо (както го наричат) завързва приятелство с Франц Кафка и заедно предприемат излети.
Още съвсем млад публикува сатирични гротески в списание „Шаубюне“. Но журналистическата му дейност е прекъсната от избухването на Първата световна война. В 1915 г. поетът е мобилизиран и пратен на Източния фронт, където издава войнишкия вестник „Дер Флигер“.
След края на войната Тухолски е вече убеден пацифист и започва да публикува антимилитаристични статии в списание „Велтбюне“ и от 1924 г. до края на двадесетте години е негов кореспондент в Париж. Подобно на своя литературен образец Хайнрих Хайне и Курт Тухолски пребивава до края на живота си предимно в чужбина.

## Творчество
Своята поезия и проза Тухолски обединява в сборниците „С 5 конски сили“ (1928), „Усмивката на Мона Лиза“ (1929) и „Научи се да се смееш, без да плачеш“  (1931). Когато през 1933 г. в Германия идват на власт националсоциалистите, Тухолски загубва германското си гражданство, а книгите му са забранени и публично изгаряни. Поетът изпада в дълбоко отчаяние от подема на фашизма в Европа и, достигнал върха на литературната си слава, в навечерието на Коледа, в жилището си недалеч от Гьотеборг, Швеция, слага край на живота си чрез свръх доза сънотворно.

## Влияние
Курт Тухолски е сред най-ярките сатирически пера на Германия. Публикувал е под четири псевдонима – Игнац Вробел (критик на съвременния живот), Петер Пантер (критик на театъра и литературата), Теобалд Тигер (агресивен и ироничен поет) и Каспар Хаузер (малък човек, който не може да се справи с живота). Поезията на Тухолски го представя наред с Ерих Кестнер като създател на модерния немски градски шансон. Неговите изпъстрени с жаргон и просторечни изрази стихове са образец на езиково майсторство и блестящ хумор.

## Признание
В чест на поета са учредени две награди „Курт Тухолски“ – през 1984 г. от шведската секция на международния ПЕН клуб, присъждана на писатели, които са преследвани в родината си и живеят в изгнание, и през 1995 г. от фондацията „Курт Тухолски“ за публицистика.
Усмивката на Мона Лиза
От тебе не отвръщам аз лице.

Защото над пазача си застиваш

с изящно сплетени ръце

            и се подсмиваш.

Прочута си като онази кула в Пиза,

в усмивката ти виждат иронично тържество.

Но да... Защо се смееш, Мона Лиза?

На нас, заради нас, въпреки нас, със нас -

            или пък за какво?

Без думи учиш ни какъв е земният ни дял.

Понеже, Лизхен, от портрета ти личи,

            че който на света премного е видял,

            усмихва се, ръцете на корема скръства

                        и мълчи.

1929